# A Home at Last
Pour plus de détails, voir Fiche technique et Distribution.
A Home at Last est un film muet américain réalisé par Gilbert M. Anderson et sorti en 1908.

## Synopsis
Un chien sans maître mène une vie difficile en errant dans les rues. Le pauvre Star peine à trouver un abri et est maltraité par tous ceux qu'il croise : un policier cruel qui le frappe, deux garçons qui lui lancent des pierres, un domestique indifférent qui le chasse d'une terrasse. Finalement, cependant, Star est adopté par une dame élégante, trouvant ainsi enfin un foyer.

## Fiche technique
- Titre : A Home at Last
- Réalisation : Gilbert M. Anderson
- Scénario :
- Photographie :
- Montage :
- Producteur :
- Société de production : The Essanay Film Manufacturing Company
- Société de distribution : The Essanay Film Manufacturing Company
- Pays d'origine :  États-Unis
- Langue : film muet avec les intertitres en anglais
- Format : Noir et blanc — 35 mm — 1,33:1 — Muet
- Genre : Film dramatique
- Durée :
- Date de sortie :
  -  États-Unis : 18 janvier 1908